# ファイナルファンタジータクティクス A2 封穴のグリモア
『ファイナルファンタジータクティクス A2 封穴のグリモア』（ファイナルファンタジータクティクスエーツー ふうけつのグリモア、FINAL FANTASY TACTICS A2、英語: Final Fantasy Tactics A2: Grimoire of the Rift、略称: FFTA2など）は、スクウェア・エニックスより2007年10月25日に発売されたニンテンドーDS用シミュレーションRPG。『ファイナルファンタジータクティクスアドバンス（FFTA）』（2003年）の続編。

## 概要
『ファイナルファンタジーXII レヴァナント・ウィング（FFXIIRW）』（ニンテンドーDS）、『ファイナルファンタジータクティクス 獅子戦争』（PSP）に続くイヴァリース・アライアンス第3弾。夏休みに本を読んでいた主人公・ルッソが異世界に飛ばされることから物語が始まる。『ファイナルファンタジーXII（FFXII）』、『FFXIIRW』のキャラクターが登場することからわかる通り、同作から数年後の別の地方が舞台となっている。『FFTA』の続編となるタイトルではあるが、一部のキャラクターが登場するだけで物語に直接の繋がりはない。

## プロローグ
学校の図書室に本の整理をしにやってきたルッソは一冊の不思議な本を見つける。途中から何も書かれていない本の最後のページには「空白を埋める者、その名を告げよ」と書かれていた。軽い気持ちで自分の名前を書き込んだルッソだったが、本が光を放ち、不思議な空間を通り抜け見知らぬ場所に落ちてきてしまう。異世界イヴァリースにて、新たな物語が始まる。

## 舞台設定

### イヴァリース
今作の舞台であるイヴァリース・ユトランド地方は『FFXII』のイヴァリースの西部に位置し、ロアル大陸、オーダリア大陸の2つの大陸を指している。また、前作とは性質の異なる「ジャッジ」と「ロウ」が存在しているほか、ヒュムを始めとした多くの種族が暮らしている。主に五つの地域に分類され、それぞれを各地の領主が治めている。前作のように現実世界が作り変えられたわけではなく、異世界であるイヴァリースに主人公が迷い込んでしまったという設定である。
ヤクト
ヤクトと呼ばれる場所も存在するが、前作と設定が異なる。

### 時代
現代
成長したミュート・ランデル（前作のキャラクター）らしき人物がいることから前作の十数年後にあたるものと思われる。
イヴァリース
ヴァンたちの冒険（『FFXII』、『FFXIIRW』）よりも後の世界で、空賊ヴァンの知名度が上がりつつある。『FFT』の冒頭にある飛行艇が存在していた時代に相当すると思われる。『FFT』ではロストテクノロジーとなっているものが、この時代の機工の町ゴーグで開発されている。

### 特色
ジャッジ
今作のジャッジは前作のような法の番人ではなく、契約によって「死」を無効化するゴーレムのような存在である。ロウを守っている間はクランアビリティ効果が付き、守ったままクエストをクリアすると褒美アイテムや装備が貰える。違反するとクランアビリティ効果切れ、戦闘不能になるとそのクエスト内で復活させることが出来なくなる。
ロウ
クエストごとに異なるロウが設定されている。
グリモア
魔道書の総称。この時代ではグリモアと呼べる書は減少傾向にある。
ミスト
自然界にあふれる魔力の素。イヴァリースにあふれている。
優れし者
生まれながらにして他者より優れた才能をもつ者たちの総称、またの名をエアレス。基本的には通常の人間より長命だが、その力故に身体が耐え切れず短命の者もいる。また、優れし者であること自体が他者との確執を生み、彼らを苦しめる原因になることもある。彼等が編み出した技・総称「アーツ」を使える。

## システム

### エンゲージ
前作との大きな変更はないものの細かいルールが変更されている。
- エンゲージ開始時にMPは0からスタートし、行動順序が回ってくるたびに10ずつ蓄積される。
- 攻撃を交わしてもユニットの方向が変わらない。
- 二刀流で一撃目にクリティカルが出てもノックバックされず、二発目の発動後に押し出される。
- 水中でも攻撃できるが、一部の種族は水に入ることができない。
- 遠距離攻撃ではカウンターが発動しない。
- 低確率でスペシャルコマンドが発生し、自分の隣接マスの敵・味方のキャラクター数によって効果が変化するシステムがある。

### ユニット
今作ではボスユニットに3×3のマスを占領し、移動しないタイプのものが多数存在する（デカトリス、ラフレシアなど）
クエストなどでサブストーリーとして何度も登場するキャラクターには特別にイラストが用意されている（バウエン、ラブリーボイスなど）

### アビリティ
アビリティが宿る武器を装備した状態で（クエストクリアによって）アビリティポイント（AP）を貯めることで使えるようになる。習得可能アビリティは大別してアクション、リアクション、サポートの3種になり、前作にあったコンボアビリティは廃止された。

### 神獣召喚
特殊なアクセサリーを装備することによって神獣召喚のコマンドが追加される、外すと無くなる。
一度、行動を成功させるとたまる「スマッシュゲージ」を一定値貯めることで、神獣が召喚可能になる。
複数のアクセサリーを装備することで複数の神獣を一回の戦闘で一人のユニットが召喚することが可能だが、一種類の神獣は一回の戦闘で一度だけしか召喚できない。

### ワールドマップの移動・月・日数
いくつかの駒が1つの地域にまとめられ、地域単位で移動する際に日数がカウントされる。また、クエストをクリアした際にも日数が経過する。
- 1か月スキップする場所が存在する。
- 12か月各20日。

### クエスト・クエスト関連アイテム（おたから）・装備品
戦闘系統のクエストでも一部は派遣で済ませられるようになった。
敵を倒したとき（ゾンビ、ゴーストは除く）、エンゲージが終了したときなどに「おたから」が手に入り、それを持っていることでクエストを受けられる。
手に入れた「おたから」の組み合わせによって、製錬された装備品はショップで購入できるようになる。一度購入したら再び製錬しないといけないものもある。

### モードとセーブ
本作にはノーマル、ハードのモードがある。ハードはノーマルに比べ、敵の攻撃力が上昇する。
セーブスペースは2つある。

## 登場キャラクター

### ガリークラン
ルッソ・クレメンズ
本作の主人公。本に名前を書き込んだ際にイヴァリースに飛ばされた。あまり悩まず何事も楽しめる明るい性格をしているが、お化けだけは苦手。偶然の出会いからシドのクランに入り冒険することになる。封穴のグリモアという手帳を持つ。
アデル
ハンターの美少女。俗称キャット・アデル。どのクランにも属さず一匹狼を続けてきた。金に目がなく手癖が悪いが、性格は女の子らしく食べ物やファッションに詳しい面がある。専門ジョブ「エアレス」は優れし者の証。
シド
「ガリークラン」のリーダー。少し怒りっぽいが面倒見がよくルッソ達の兄貴分的存在。
イルーアとは因縁がある。亜人族（レベガージ族）だがジョブ分類はバンガ族。前作のジャッジマスターと同名。FFTのガフガリオンとしゃべり方が似ている。
ハーディ
モーグリ族。モンブランとノノの弟。ガーディの双子の兄。吟遊詩人の修行旅の途中、パブで演奏していた際にルッソ達と出会うことになる。専門ジョブ「吟遊詩人」。

### ラブリーボイス
ユトランドを中心に活躍する女性アイドルグループ。クランとしての実力も確かで、クエストをこなしたり、クランリーグに参加したりしている。ファンも多いが、特に二人の異常な追っかけ君がいる。
マユ
グリア族、ラプター
アルエット
ヴィエラ族、フェンサー
バレンタイン
ヴィエラ族、魔法剣士
リリー
グリア族、狩人

### バウエン一家
有名な凄腕賞金稼ぎクラン。報酬さえあればどんな仕事も請け負うと言われる。何事も慎重かつ確実に行う。
バウエン
バウエン一家のリーダー、冷静沈着だが、仲間の危機とあらば自らの命もかえりみない。闘士。
剣豪フリーゼ
バウエン一家と由縁のある有名な女賞金稼ぎ。現在は行方がわからない。
ツィーゲル
ン・モゥ族の幻術士でバウエンの補佐を努める。
ローア
バウエン一家の第二主砲のバスタード。
ヴィス
バウエン一家への入団を希望しているアサシン。バウエン一家への案内をガリークランに頼む。

### セントリオ
ダルマスカ王国王都ラバナスタの強豪クラン。前期のクラントーナメント優勝チーム。モーニ、マッケンロー、カロリーヌ、エメットなど、前作の初期メンバーが名をつらねる。現在はバンサトがリーダー代行を務めている。
モンブラン
モーグリ族。ラバナスタにある「セントリオ」のリーダーを務めている。とある宝物を求めてユトランドを訪れルッソたちと出会う。

### カミュジャ
ユトランド地方にて暗躍する謎の組織。表の顔である慈善企業カームカンパニーはユトランド全域を掌握するほどの勢力を持っている。
イルーア
「カミュジャ」のリーダー的存在で、妖艶な美女。シドと因縁がある。専用ジョブは強力なアビリティ「ファンタズム」を操る「ナイトシェイド」。
ユエン
イルーアの部下。「ダークトート」という専用ジョブを持つ冷酷な男。グラスの町でシドを襲撃し、ルピ山でのクエストを終えたルッソの前に立ちはだかる。

### デュアルホーン
ユトランド制圧をたくらむ他国の組織。デュアルホーン四天王が指揮を務める。サブクエストの中では最長クラスのストーリーが設けられている。特定の期間中、オークションに参加してくる。
デュアルホーン四天王
幻惑のマクイス
四天王のリーダー格の忍者。実体のある分身の術で主人公たちに立ちはだかる。
呪縛のアリス
四天王の紅一点、召喚士。マクイスに忠誠を誓っている。あえて自分に不利な暗示をかけることで、潜在能力を高めるという戦法を取ることからこの異名を付けている。
夜舞のセレブ
四天王の一人でオカマ。トリックスター。ロウ「異性愛護」は彼のためにあるようなもの。
蛇心のデューク
四天王の一人だが、血の気が多いため他のメンバーとの信頼は薄く、独断で行動する。裏魔道士。

### サンクルール
力ある戦士と闘うことを望む集団。赤・青・緑・黒・白の魔道士5人あわせて五王とよばれる。実力は確かなもので、多くのものが彼らの前に敗れた。メンバーの名前はそれぞれの色をフランス語にしたもの。
はじめは一人ひとりと戦っていくが、白王を倒すと5人同時に戦えるようになる。他の敵と比べレベルが段違いに高い。
赤王ルージュ
ヴィエラ族、赤魔道士
セットAアビリティ：赤魔法、精霊魔法
主に遠距離から精霊魔法で攻撃してくる。味方に補助呪文も掛ける。
青王ブルー
ヒュム族、青魔道士
セットAアビリティ：青魔法、大魔法
青魔法は「マイティガード」「ドラゴンフォース」「ガードオファ」と自己強化呪文が多く、強化した攻撃力と二刀流で直接攻撃を主に行う。
サンクルールの中でもっとも防御力と攻撃力が高く、倒すのが困難な敵である。
緑王ヴェール
ヴィエラ族、緑魔道士
セットAアビリティ：緑魔法、狙撃
基本的には近づいて「狙撃」のアビリティで攻撃してくる。ごくたまに補助呪文を使う。
黒王ノワール
モーグリ族、黒魔道士
セットAアビリティ：黒魔法、呼び出す
ラ系、ガ系などの強力な黒魔法を乱射してくる。しかも、炎、氷、雷を吸収するので属性攻撃が基本的に効かない。
白王ブラン
ン・モウ族、白魔道士
セットAアビリティ：白魔法、賢術
白魔法はたいしたことはないが、賢術による攻撃が非常に強い。

### その他のキャラクター
ラザフォード
過去に「ロウ」と「ジャッジ」を作り上げたルーンマスター。エスラ・レベ族。寿命やその能力の高さから、おそらくは優れし者であると推測される。
ヴァン
『FFXII』および『FFXIIRW』の主人公。現在は有名な空賊へと成長した青年。専門ジョブは「空賊」。
開発時にはメインキャラと同様のタッチでイラストが描かれたが、製品版ではなんらかの理由で差し替えられてしまった。なお、偽物ヴァンのベースは開発時のものである。
パンネロ
ヴァンの大切な相方で、空賊ながら踊り子で有名。専門ジョブは「踊り子」。ヒュム族だが、ジョブ分類はヴィエラ族。
ヴァン同様、開発版と製品版でイラストが変わってしまった。
アルシド
ロザリア帝国の有力貴族であるマルガラス家の一人。プレイボーイで、ゲーム内でも女性に関する技を使う。専門ジョブ「エージェント」のみがジョブ。操作できるのは今作が初。
剣聖フリメルダ
剣豪フリーゼ（上記#バウエン一家参照）と並ぶ女剣豪。彼女もまた行方不明だったが、ゾンビと成り果てた姿でルッソたちの前に現れる。
エゼル・バルビエ
前作に引き続き登場。相変わらずの人気者で賞金稼ぎに追われる日々。調査などの目的でユトランドに来ている。メインのストーリーとは別でルッソに出会い、ロウカード（前作とは効果が異なる）を託す。
クレスタ
ルッソがイヴァリースに飛ばされて最初に遭遇したモンスター。コカトリスの巨大化したデカトリス種でかなり強い。とてもタフで傷を負っても数日経てばすぐ回復してしまう。バウエン一家が追っておりのちに何度か戦うことになる。
ベルトリ男爵
グラスの町の富豪。なにやらよくない噂もある。カミュジャに襲われるが、たまたま居合わせたヴァン達に助けられた。
湿地の魔女
赤魔道士の姿をしているが、アクセサリーなどが独特の魔女。年齢は不詳。様々な秘薬を作る技術があり、その依頼料は計り知れないもの。かなりの気分屋で、どこかつかめない部分がある。
ランデル先生
前作で登場したミュート・ランデルとおぼしき人物。ルッソの学校の先生の一人。持ち物らしきオルゴールは前作のメロディが使われている。

### その他のクラン
オークションに参加したり、クエスト外で戦闘が発生したりするクラン。
月刊ボンガ
ユトランドの小さな出版社。月刊誌を発行している。シーク族の社長と編集長がいるが、それ以外のスタッフは不明。
黄色の翼
カモアの町に通ずる道を不法占拠していた盗賊集団。知名度は低い。
ガストオブカモア
カモアの町を中心に活動するクラン。バンガ族のメンバーで構成されている。バンガ族が多いため喧嘩っ早い。
グラス海運
グラスの町を中心に働く海の男たち。
チッタ武器錬工
武器思想を熱く語るチッタ親分と見習いたち。
コモドポーション
ポーションの販売、運搬を行う会社。
ブロンクライス
闇夜にゲームを開催する怪しい集団。
ゼドリーファーム
ゼドリーの森でシークたちが営む農業集団。他者への配慮がなく、癖のある作物を生産する。
ヴェルガー海賊団
グレール様の率いる海賊集団。グラスの町の海域にて暴利を貪る悪徳クラン。
グルメハント団
珍味を求め、究極の食を探求する集団。
鉄の胃袋
珍味を求め、異色の食を追求する集団。
ノーベルンモゥ
ルピ山を中心に活動する、ン・モゥ族のクラン。ブレイブバンガとは発端を忘れるほどに長い期間の確執がある。
ブレイブバンガ
ルピ山を中心に活動する、バンガ族のクラン。ノーベルンモゥとは発端を忘れるほどに長い期間の確執がある。
ガレリア宝石商
ガレリア洞窟で宝石を採掘している宝石商。
イーストランド
はるか東の国より力試しに訪れたさすらいの者たち。
デスアンパイア
デルガンチュア遺跡を根城にする武闘派クラン。
モザ自然愛好組合
風水門と呼ばれる試練を設置し、風水士の心得を教える活動をしている。
クシリ砂漠調査団
砂漠など調査をしている団体。しかしそれは表向きの話で、裏では盗掘などの犯罪行為に手を染めている。
オッカケ・クーン
連続盗難事件の黒幕としてユトランド自治協会から指名手配を受ける組織。その正体は謎に包まれている。
自警団
ゴーグの町の自治団体。
マーサ観光団体
ユトランド観光事業に貢献している団体。スタンプラリーなどを企画している。

### その他の関連キャラクター
シャンメル・シィ・ヒースカリス
モーラベルラの町に住む富豪のお嬢様。わがままで無鉄砲。緑魔道師。
チョコボマニア ユウ
タルゴの森でチョコボ牧場を営む青年。
ソウルメイツ
質問の回答から相手に見合ったユニットを紹介してくれる人材紹介所。タルゴの森で活動している。
修羅を求めし者
とある場所で主人公の歩んだ修羅を確認し、己の引退を確信するシーク族の戦士。
エンチャン
究極の釣りを修行する老いた釣り人。
ボイボイじい
思い出のスタンプを集める老人。ラブリーボイスのファン。
マルノー
自称、フロージス一の色男。文通で多くの女性を相手にし、痛い目にあうも反省の色は見せない。

## 種族
前作の5種族に加え、本作では新たに「シーク族」「グリア族」の2種族が仲間に出来る種族として登場している。
ヒュム族（Hume）
平均的な性能を持つ種族で、ヒューマンとも呼ばれる。突出した能力はないものの、なんでもそつなくこなすことができる。そのため、転職可能なクラスが最も多い。
ヴィエラ族（Viera）
ウサギのような長い耳を持ち、女性しかいない種族。俊敏で集中力に長け、生まれながらにハンターの資質を持っている。精霊と交信することもできるらしく、召喚士になれるのもこの種族だけである。
バンガ族（Bangaa）
トカゲのような顔立ちとシッポを持つ、誇り高き種族。気性が荒く好戦的で、強靭な肉体を武器にした肉弾戦が得意。本作中では男性しか登場しない。また、彼らにとって「トカゲ」という言葉は差別用語にあたるらしく、彼らの前でその言葉を使うと問答無用で襲い掛かってくるので注意。
モーグリ族（Moogle）
ふわふわの毛とシッポをもつ、手先が器用な種族。語尾に「〜クポ」をつけたり、一人称を「モグ」と呼んでいる個体が多い。魔法能力にも長け、主に基本は黒魔法を使用するものが多い。
ン・モゥ族（Nu Mou）
長く垂れた耳を持つ種族。争いを嫌う穏やかな性質で、落ち着いた物腰を漂わせる。種族の中で魔法能力に最も長け、自然の力を自在にあやつる事ができるらしい。気の流れや時間の流れ、時にはモンスターさえも力にできる。
シーク族（Seeq）
初登場は『ファイナルファンタジーXII』。豚から進化したと言われる種族で、その体躯は例外なく肥満体だが動きは見かけによらず敏捷であり肉弾戦による戦闘能力はバンガ族にも匹敵する。性格は粗暴かつ利己的でモラル意識が低く他人の迷惑を顧みない。また金や宝石などの光る物を好み、身につける習慣がある。本作中で唯一、戦闘マップに任意にトラップを配置できるアビリティを持つ。
グリア族（Gria）
本作が初登場となる種族。ドラゴンのような翼を持ち空を自在に翔ることが出来る竜人族で、ヴィエラ族同様女性のみで構成されている。見た目は小柄だが意外と好戦的であり戦闘能力も高い。ゲーム中では地形の高低差を無視して移動したり敵の背後を容易に取れるなど高い機動力を誇る。シーク族ともども使用可能になる時期は遅く、また転職可能なクラスもかなり少ない。（他種族の半分以下）

### 神獣
神獣はFF12までのFF本編シリーズの敵を、イヴァリースシリーズでのゾディアック（黄道十二宮）の概念に当てはめた仕様となっている。（以降ゲーム内アイテムソート順）
- 魔人ベリアス
- 皇帝マティウス
- 密告者シュミハザ
- 統制者ハシュマリム
- 暗黒の雲ファムフリート
- 憤怒の霊帝アドラメレク
- 不浄王キュクレイン
- 死の天使ザルエラ
- 輪廻王カオス
- 断罪の暴君ゼロムス
- 審判の霊樹エクスデス
- 聖天使アルテマ
- 戒律王ゾディアーク

## スタッフ
- エグゼクティブプロデューサー: 河津秋敏
- ディレクター: 村澤裕一
- キャラクターデザイン: 伊藤龍馬
- ロゴデザイン: 吉田明彦
- コンポーザー: 崎元仁

## 関連作品
- クリスタル ガーディアンズ - 本作のジョブキャラクターをユニットとしたタワーディフェンス系ゲーム。